# Leptogenys voeltzkowi
Leptogenys voeltzkowi é uma espécie de formiga do gênero Leptogenys, pertencente à subfamília Ponerinae.